# Ion Agârbiceanu

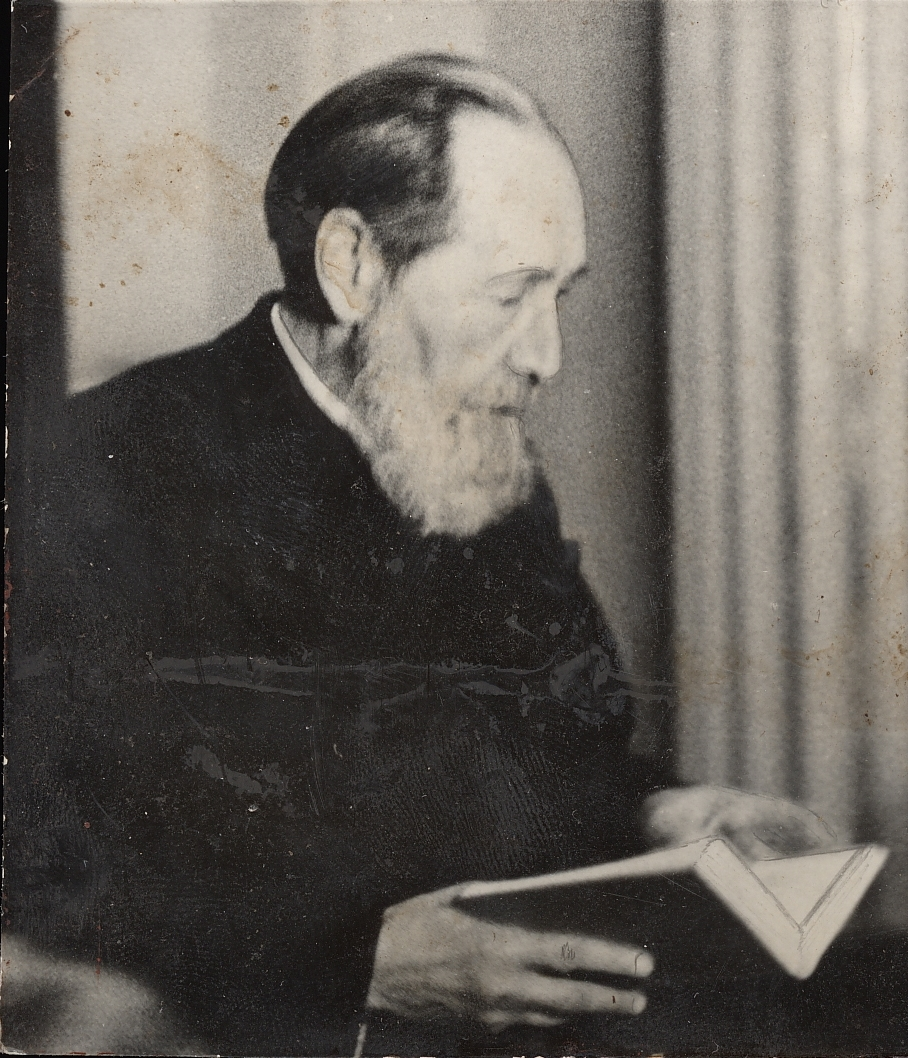
Ion Agârbiceanu

Ion Agârbiceanu (* 12. September 1882 in Scholten, Österreich-Ungarn; † 28. Mai 1963 in Klausenburg) war ein rumänischer Schriftsteller.

## Leben
Agârbiceanu war als Landpfarrer in Siebenbürgen tätig. Er beschäftigte sich in seinen Romanen und Novellen mit dem Milieu der einfachen Menschen in dieser Region und dem Widerspruch zwischen Stadt und Land. In der Zeit nach 1944 verarbeitete er auch Erlebnisse aus dem Ersten Weltkrieg. Seine Werke werden dem Sämänätorismus und Poporanismus zugeordnet.

## Werke (Auswahl)
- Die Pflicht, 1908
- Die Erzengel, 1914
- Der Wirbel, 1944
- Aus der Kindheit, 1956